# سي آي غيمز
سي آي غيمز (بالإنجليزية: CI Games)‏، هي شركة بولندية لصناعة وتطوير ألعاب الفيديو، أسست سنة 2002م تحت مسمى سيتي إنتراكتيف، وتم تغيير اسمه سنة 2013م إلى اسم سي آي غيمز، مقرها في العاصمة البولندية وارسو، وكانت مساهمتها الكثيرة لتطوير ألعاب الفيديو لعمل تشغيل أنظمة الحاسوب الترفيهية مثل نينتندو دي إس ونينتندو وي وبلاي ستيشن 3 وإكس بوكس 360 وغيره.

## التاريخ
تأسست سيتي إنتراكتيف في عام 2002 من خلال اندماج ثلاث شركات لألعاب الفيديو: ليمون إنتراكتيف ووي أوبن آيز وتاتانكا. عملت الشركة في الأصل كمطور وناشر للألعاب ذات الميزانية المحدودة. في عام 2007 ، اندمجت سيتي إنتراكتيف مع Oni Games و Detalion ، في عام 2007 أيضًا ، قامت سيتي إنتراكتيف بطرحها في سوق الأوراق المالية وأصبحت شركة عامة مدرجة في بورصة وارسو للأوراق المالية.
في عام 2008 ، أسقطت سيتي إنتراكتيف عملياتها في نطاق الميزانية، والتي رغبوا في التأكيد مع الإصدار اللاحق لـ قناص: شبح المحارب في عام 2010. في مقابلة مع مجلة MCV ، ذكرت الشركة أن نجاح اللعبة قادهم إلى الاعتقاد بأنهم اتخذوا القرارات الصحيحة فيما يتعلق بالاستراتيجية وحافظة المنتجات. بحلول يونيو 2011 ، استخدمت سيتي إنتراكتيف ما مجموعه 150 شخصًا في مقرها الرئيسي في وارسو ، واستوديوهات التطوير الخاصة بها في جيشوف، و كاتوفيتسه، و بوزنان وغلدفورد، ومكاتب النشر في ألمانيا والمملكة المتحدة وكندا والولايات المتحدة. في عام 2012 ، اعتمد فريق تطوير سيتي إنتراكتيف اسم سي آي غيمز "CI Games" ، وغيرت سيتي إنتراكتيف اسمها بالكامل إلى سي آي غيمز في عام 2013.
في فبراير 2018 ، قلصت سي آي غيمز فريق التطوير لديها إلى 30 شخصًا. وفقًا للرئيس التنفيذي ماريك تيمينسكي ، تم اتخاذ الإجراء بسبب العديد من المشكلات التي حدثت أثناء إنتاج سنايبر: غوست واريور 3 ، على الرغم من أن اللعبة نفسها قد تجاوزت المليون نسخة بيعت وحققت أرباحًا للشركة في الشركة 2017 السنة المالية وقت اتخاذ القرار. في يناير 2019 ، أنشأت سي آي غيمز علامة نشر جديدة ، United Label ، للألعاب المستقلة. تهدف شركة United Label إلى مساعدة مطوري الألعاب المستقلين مقابل الحصول على حصة من عائدات الألعاب. من عام 2020 إلى عام 2021 ، زاد عدد موظفي سي آي غيمز بشكل كبير ، حيث أصبح الفريق الحالي الآن أكثر من 140 شخصًا ويتزايد. يشارك حوالي ثمانين موظفًا بشكل مباشر في إنتاج اللعبة ، مع أربعين منهم يعملون في عقود Sniper Ghost Warrior 2 ، وخمسون في لوردز أوف ذا فالين ، ويشكل الباقون قسم ضمان الجودة.

## قائمة الألعاب
- إيلين ريج
- إنمي فرونت
- سنايبر: آرت أوف فكتوري
- سنايبر: غوست واريور
- سنايبر: غوست واريور 2
- سنايبر: غوست واريور 3
- سنايبر غوست واريور كونتراكتس
- سنايبر غوست واريور كونتراكتس 2
- دارك سيكتور